# Cáncer de intestino delgado
El cáncer de intestino delgado es poco frecuente y representa únicamente alrededor del 2% de los tumores maligno del aparato digestivo, es muy raro si comparamos su frecuencia con la del cáncer colorrectal. Las formas anatomopatológicas más habituales son adenocarcinoma, linfoma, sarcoma y tumor carcinoide. Muy raramente aparecen en esta localización tumores metastásicos que se han originado en otros órganos. Los síntomas iniciales suelen ser vagos y poco específicos, predominando el dolor abdominal intermitente, pérdida de peso y disminución del apetito.

## Factores de riesgo
Incluye los siguientes:
- Sexo masculino.
- Edad superior a los 60 años.
- Enfermedad de Crohn
- Celiaquía

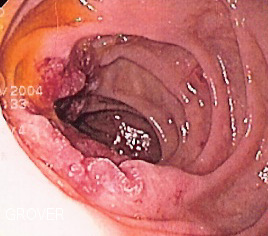
Imagen endoscópica de un adenocarcinoma de duodeno.

- Exposición a radiaciones ionizantes.
- Predisposición hereditaria, incluyendo pacientes que presentan algunos síndromes familiares como el síndrome de Peutz-Jeghers, poliposis adenomatosa familiar y síndrome de Lynch.

## Tipos
- Adenocarcinoma. Es la forma más común y suele originarse a partir de un adenoma preexistente. Se localiza sobre todo en duodeno y la primera parte del yeyuno. Afecta por lo general a un sector pequeño de la pared abdominal y crece de forma anular provocando estenosis y ulceración que termina por originar hemorragia macroscópica o microscópica del tubo digestivo y obstrucción intestinal.[1]
- Tumor carcinoide. Es la forma más frecuente después del adenocarcinoma y se desarrollan a partir de células enterocromafines situadas en las criptas de Lieberkühn. Su grado de malignidad es bajo y se localizan principalmente en los 60 cm distales del íleon, aunque pueden aparecer en otros lugares del aparato digestivo, entre ellos el apéndice ileocecal, colon, recto, esófago, estómago y páncreas.[1]
- Linfoma intestinal. Tiene su origen el tejido linfoide que se encuentra en la mucosa y submucosa de la pared del intestino. Corresponde en la mayor parte de las ocasiones a un linfoma de células B. Debe diferenciarse de otros linfomas que también afectan al intestino delgado, pero no están originados en el órgano sino que se han diseminado al mismo desde otro lugar del organismo, por ejemplo el hígado y el bazo.[1]
- Sarcoma. La forma más frecuente es el tumor del estroma gastrointestinal (GIST).[1]

## Localización
El cáncer de intestino delgado puede aparecer en cualquiera de sus porciones, incluyendo duodeno, yeyuno e íleon. También sobre un divertículo de Meckel.